# M. Godet
M. Godet war ein französischer Hersteller von Automobilen.

## Unternehmensgeschichte
Das Unternehmen aus Paris begann 1919 mit der Produktion von Automobilen. Der Markenname lautete Godet. Im gleichen Jahr endete die Produktion.

## Fahrzeuge
Im Angebot stand nur das Modell Triauto 8/10 CV. Es war ein Dreirad mit einem einzelnen Hinterrad. Für den Antrieb sorgte ein luftgekühlter Zweizylindermotor von Anzani, der über eine Kette das Hinterrad antrieb. Das Getriebe hatte drei Gänge.